# Euro (nome)
Euro  è un nome proprio di persona italiano maschile.

## Varianti
- Femminili: Eura[1][2]

## Origine e diffusione

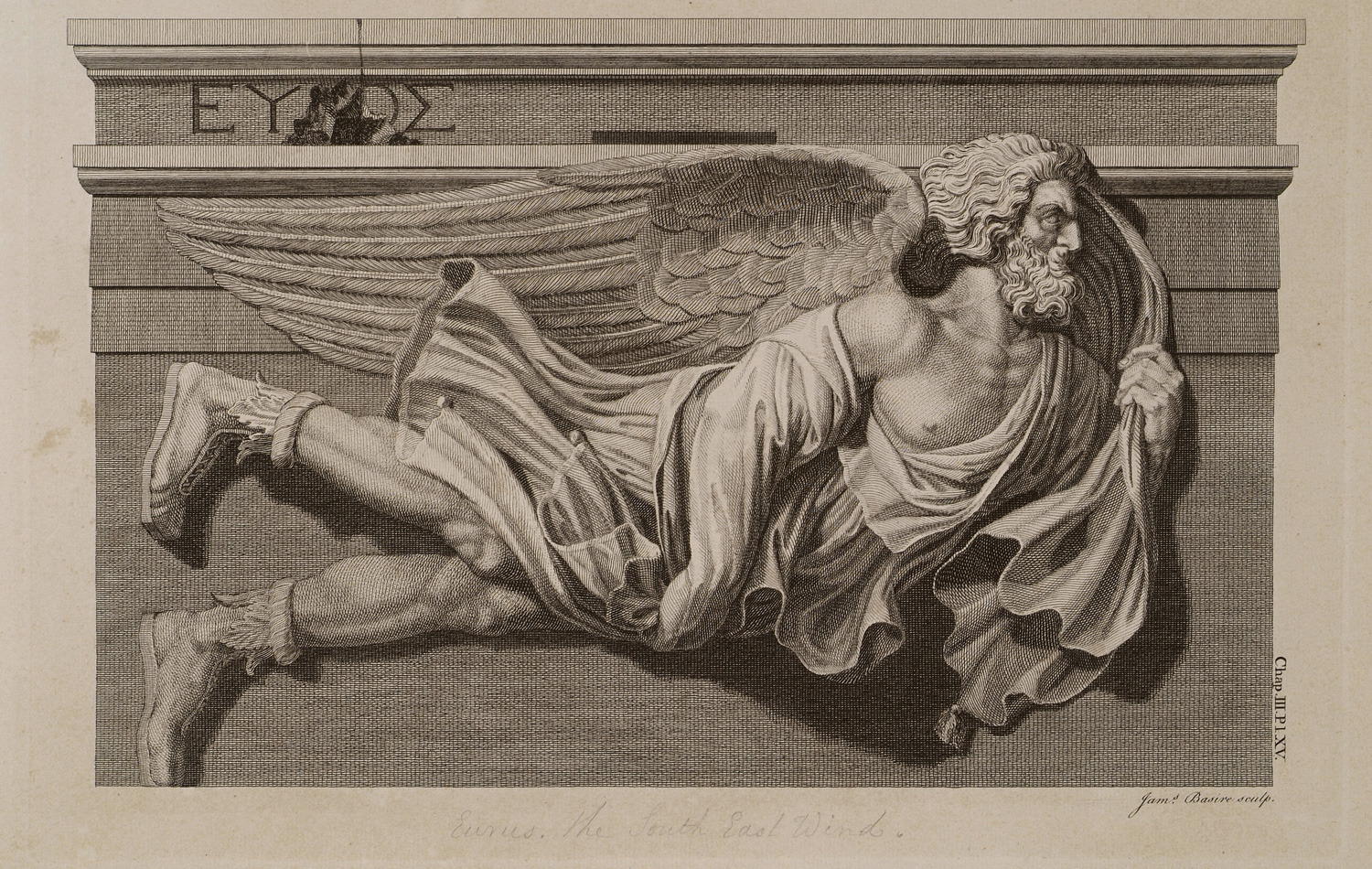
Il vento Euro in un'illustrazione di Stuart & Revett

Eccetto i casi in cui si tratta di una forma abbreviata di "Europa", è un nome di matrice classica, che riprende quello dell'Euro, un vento caldo di est o sud-est, e della divinità che lo personificava, assimilabile al Levante. L'etimologia del nome, giuntoci tramite il greco antico Εὖρος (Eûros) e il latino Eurus, è incerta; alcune fonti lo ricollegano a εὐρύς (eurús), che significa "ampiezza", "larghezza" (radice che si trova alla base dei nomi Eurialo ed Euridice, oltre che di Europa).
In Italia è raro, portato da circa duemila persone (più altre trecento di nome "Eura"); è attestato su tutto il territorio nazionale, ma è più raro al Sud.

## Onomastico
Si tratta di un nome adespota, ossia privo di santo patrono, per cui l'onomastico può essere festeggiato il 1º novembre, festa di Ognissanti.

## Persone
- Euro Bulfoni, attore teatrale italiano
- Euro Cristiani, batterista, cantante e compositore italiano
- Euro Galletti, calciatore italiano
- Euro Giannini, calciatore italiano
- Euro Riparbelli, calciatore e allenatore di calcio italiano
- Euro Tarsilli, carabiniere italiano
- Euro Teodori, compositore, musicista e attore italiano

## Il nome nelle arti
- Eurus Holmes, è un personaggio della serie televisiva Sherlock, interpretata da Sian Brooke